# أيتكن
أيتكن (بالإنجليزية: Aitkin, Minnesota) هي مدينة تقع في ولاية مينيسوتا في الولايات المتحدة. تبلغ مساحة هذه المدينة 5.7 (كم²)، وترتفع عن سطح البحر 369 م، بلغ عدد سكانها 2165 نسمة في عام 2010 حسب إحصاء مكتب تعداد الولايات المتحدة.

## التركيبة السكانية
قام مكتب تعداد الولايات المتحدة بتحديد بيانات التركيبة السكانية لأيتكنفي تعداد الولايات المتحدة. في ما يلي، التركيبة السكانية حسب تعدادي 2000 و2010.

### تعداد عام 2000
بلغ عدد سكان أيتكن 1,984 نسمة بحسب تعداد عام 2000، وبلغ عدد الأسر 892 أسرة وعدد العائلات 434 عائلة مقيمة في المدينة. في حين سجلت الكثافة السكانية 1,150.3 نسمة لكل ميل مربع (444.1/كم2). وبلغ عدد الوحدات السكنية 969 وحدة بمتوسط كثافة قدره 561.8 نسمة لكل ميل مربع (216.9/كم2).
وتوزع التركيب العرقي للمدينة بنسبة 97.33% من البيض و 1.31% من الأمريكيين الأصليين و 0.25% من الأمريكيين ذوي الأصول الآسيوية و 0.05% من سكان جزر المحيط الهادئ و 0.15% من الأمريكيين الأفارقة و 0.35% من الأعراق الأخرى و 0.55% من عرقين مختلطين أو أكثر. فيما شكل الهسبانيون أو اللاتينيون من أي عرق نسبة 0.76% من السكان.
بلغ عدد الأسر 892 أسرة كانت نسبة 22.5% منها لديها أطفال تحت سن الثامنة عشر تعيش معهم، وبلغت نسبة الأزواج القاطنين مع بعضهم البعض 36.5% من أصل المجموع الكلي للأسر، ونسبة 9.8% من الأسر كان لديها معيلات من الإناث دون وجود شريك، وكانت نسبة 51.3% من غير العائلات. تألفت نسبة 46.5% من أصل جميع الأسر من أفراد ونسبة 30.2% كانوا يعيش معهم شخص وحيد يبلغ من العمر 65 عاماً فما فوق. وبلغ الحجم الوسطي للأسر 2.90، أما الحجم الوسطي للعائلات فبلغ 2.03.
بلغ العمر الوسطي للسكان 45 عاماً. وكانت نسبة 20.8% من القاطنين تحت سن الثامنة عشر، وكانت نسبة 7.5% بين الثامنة عشر والأربعة وعشرون عاماً، ونسبة 21.6% كانت واقعةً في الفئة العمرية ما بين الخامسة والعشرون حتى والأربعة وأربعون عاماً، ونسبة 17.6% كانت ما بين الخامسة والأربعون حتى الرابعة والستون، ونسبة 32.4% كانت ضمن فئة الخامسة والستون عاماً فما فوق. يوجد لكل 100 أنثى 76.2 ذكر، ويوجد لكل 100 أنثى في الثامنة عشر من عمرها فما فوق 69.8 ذكر.
بلغ متوسط دخل الأسرة في المدينة 47,574 دولار، أما متوسط دخل العائلة فبلغ 58,071 دولار. وكان متوسط دخل الذكور 50,577 دولار مقابل 31,641 دولار للإناث. وسجل دخل الفرد الخاص بالمدينة 26,471 دولار. وكانت نسبة 7.1% من العائلات ونسبة 9.2% من السكان تحت خط الفقر، وكان من هؤلاء نسبة 11.0% تحت سن الثامنة عشر ونسبة 20.9% في الخامسة والستين من العمر وما فوق.

### تعداد عام 2010
بلغ عدد سكان أيتكن 2,165 نسمة بحسب تعداد عام 2010، وبلغ عدد الأسر 936 أسرة وعدد العائلات 483 عائلة مقيمة في المدينة. في حين سجلت الكثافة السكانية 984.1 نسمة لكل ميل مربع (380.0/كم2). وبلغ عدد الوحدات السكنية 1,097 وحدة بمتوسط كثافة قدره 498.6 لكل ميل مربع (192.5/كم2).
وتوزع التركيب العرقي للمدينة بنسبة 95.5% من البيض و 1.5% من الأمريكيين الأصليين و 0.3% من الأمريكيين ذوي الأصول الآسيوية و 0.8% من الأمريكيين الأفارقة و 1.6% من عرقين مختلطين أو أكثر.
بلغ عدد الأسر 936 أسرة كانت نسبة 27.2% منها لديها أطفال تحت سن الثامنة عشر تعيش معهم، وبلغت نسبة الأزواج القاطنين مع بعضهم البعض 33.8% من أصل المجموع الكلي للأسر، ونسبة 13.5% من الأسر كان لديها معيلات من الإناث دون وجود شريك، بينما كانت نسبة 4.4% من الأسر لديها معيلون من الذكور دون وجود شريكة وكانت نسبة 48.4% من غير العائلات. تألفت نسبة 43.5% من أصل جميع الأسر من أفراد ونسبة 25.1% كانوا يعيش معهم شخص وحيد يبلغ من العمر 65 عاماً فما فوق. وبلغ الحجم الوسطي للأسر 2.88، أما الحجم الوسطي للعائلات فبلغ 2.08.
بلغ العمر الوسطي للسكان 44.3 عاماً. وكانت نسبة 22.2% من القاطنين تحت سن الثامنة عشر، وكانت نسبة 7.2% بين الثامنة عشر والأربعة وعشرون عاماً، ونسبة 21.4% كانت واقعةً في الفئة العمرية ما بين الخامسة والعشرون حتى والأربعة وأربعون عاماً، ونسبة 22% كانت ما بين الخامسة والأربعون حتى الرابعة والستون، ونسبة 27.1% كانت ضمن فئة الخامسة والستون عاماً فما فوق. وتوزع التركيب الجنسي للسكان بنسبة 45.3% ذكور و54.7% إناث.

## وصلات خارجية
- www.ci.aitkin.mn.us
- The US50 - Cities and Towns in Minnesota State